# Delphinium latirhombicum
Delphinium latirhombicum är en ranunkelväxtart som beskrevs av Wen Tsai Wang. Delphinium latirhombicum ingår i släktet storriddarsporrar, och familjen ranunkelväxter. Inga underarter finns listade i Catalogue of Life.